# مالیبای
مالیبای (به قزاقی: Malybay) یک منطقهٔ مسکونی در قزاقستان است که در استان آلماتی واقع شده‌است.